# The Way of the Dragon
The Way of the Dragon (Chinees: 猛龙过江, ook bekend in de Verenigde Staten als Return of the Dragon) is een Hongkongse-Italiaanse martial arts-actiefilm. De film is geproduceerd, geregisseerd en gespeeld door Bruce Lee die zijn debuut maakte als regisseur.

## Verhaal
Tang Lung (Bruce Lee) wordt vanuit Hongkong verzonden naar Rome om zijn vriends nichtje Chen Ching Hua (Nora Miao) en haar familie en vrienden te helpen. Chen runt in Rome een Chinees restaurant, dat de laatste tijd geregeld bedreigd wordt door een maffiabende. De baas van de maffiabende probeert het restaurant onder zijn controle te krijgen, door zijn bende het personeel van het restaurant te laten intimideren. Om zich hiertegen te weren traint het personeel zich in karate, maar dit helpt hen niet echt. Aan Tang Lung is dus de taak om de maffiabende tegen te houden.
In het begin heeft Tang Lung last van aanpassingsproblemen, omdat hij zich in een vreemd land bevindt waarvan hij de taal niet spreekt. Maar nadien lukt het Tang Lung om de lokale gangsters af te weren en hiermee wint hij Chens bewondering. Ook maakt hij vrienden met het personeel van het restaurant en leert hij hun het Chinees boksen. De gangsters geven echter niet gemakkelijk op en ontvoeren Chen om haar te dwingen een contract te tekenen, zodat het restaurant hun eigendom wordt. Echter Tang Lung en zijn vrienden verzamelen zich en bevrijden Chen.
Hierna doet de maffiabende nog een poging en huurt twee vechtkunstenaars in. Ook wordt een derde Amerikaanse vechtkunstenaar ingehuurd genaamd Colt (Chuck Norris), die nog beter is dan de eerste twee vechtkunstenaars. Samen met de twee vechtkunstenaars lokt de maffia Tang Lung en zijn vrienden vlak bij het Colosseum in een hinderlaag. Dankzij Tang Lung weten hij en zijn vrienden te overwinnen. Door een van de gangsters wordt Tang Lung meegelokt naar het Colosseum, waar Colt hem op zit te wachten. Aangekomen bij het Colosseum vindt er een gevecht plaats tussen Tang Lung en Colt. Na enige moeite wint Tang Lung dit gevecht. Colt geeft echter niet op en gaat door tot aan de dood, waarna Tang Lung hem met tegenzin doodt door verwurging. Hierna keert Tang Lung terug naar zijn vrienden, waar hij ontdekt dat twee van zijn vrienden dood zijn. Ze zijn vermoord door oom Wang, de kok van het restaurant, die een verrader blijkt te zijn en die in het geheim een deal had gesloten met de gangsters. Dan komt de maffiabaas met zijn auto aanrijden en probeert hen met een pistool te vermoorden. Juist op dat moment arriveert Chen samen met de politie, die de maffiabaas en rest van de maffiabende arresteert.
Na de begrafenis van zijn vermoorde vrienden bijgewoond te hebben, vindt Tang Lung, dat zijn taak volbracht is. Hij neemt afscheid van Chen en keert weer terug naar Hongkong.

## Rolverdeling
| Acteur           | Personage                      |
| ---------------- | ------------------------------ |
| Bruce Lee        | Tang Lung                      |
| Nora Miao        | Chen Ching Hua                 |
| Chuck Norris     | Colt                           |
| Robert Wall      | Fred                           |
| Ing-Sik Whang    | Japanse martial artist         |
| Paul Wei Ping-Ao | Mr Ho                          |
| Chung-Hsin Huang | Oom Wang (als Wang Chung Hsin) |
| Tony Liu         | Tony                           |
| Unicorn Chan     | Jimmy                          |
| Tommy Chen       | Tommy                          |
| Ti Chin          | Ah Quen                        |
| Wu Ngan          | Ah Chuan                       |
| Robert Chen      | Robert                         |
| Jon T. Benn      | Maffiabaas (onvermeld)         |
| Malisa Longo     | Italiaanse schoonheid          |
| Yuen Biao        | Gangster (onvermeld)           |
| John Derbyshire  | Maffiagangster (onvermeld)     |
| Alexander Grand  | Maffiagangster (onvermeld)     |
| Jim James        | Maffiagangster (onvermeld)     |
| Ching-Ying Lam   | Maffiagangster (onvermeld)     |
| Andre Morgan     | Maffiagangster (onvermeld)     |
| Anders Nelsson   | Maffiagangster (onvermeld)     |